# The Wörld Is Ours Vol. 2 – Anyplace Crazy As Anywhere Else
A The Wörld Is Ours Vol. 2 – Anyplace Crazy As Anywhere Else videó a brit Motörhead zenekar 2012-ben kiadott koncertfilmje, melyet a The Wörld Is Yours album turnéján rögzítettek a németországi Wacken Open Air fesztiválon, illetve a brit Sonisphere és a brazil Rock in Rio fesztiválokon. A videó DVD és Blu-ray formátumban jelent meg, a koncert hanganyagát pedig dupla CD-n és bakeliten is kiadták.

## Tartalom
- Wacken Open Air

1. Iron Fist
2. Stay Clean
3. Get Back in Line
4. Metropolis
5. Over the Top
6. One Night Stand
7. Rock Out
8. The Thousand Names of God
9. I Know How to Die
10. The Chase Is Better Than the Catch
11. In the Name of Tragedy
12. Just 'Cos You Got the Power
13. Going to Brazil
14. Killed by Death
15. Bomber
16. Ace of Spades
17. Overkill

- Sonisphere Festival

1. Iron Fist
2. I Know How to Die
3. In the Name of Tragedy
4. Killed by Death
5. Ace of Spades
6. Overkill

- Rock in Rio

1. Stay Clean
2. Over the Top
3. The Chase Is Better Than the Catch
4. Going to Brazil
5. Killed by Death

## Közreműködők
- Ian 'Lemmy' Kilmister – basszusgitár, ének
- Phil Campbell – gitár
- Mikkey Dee – dobok